# LuraDocument Format
LuraDocument Format byl proprietární formát společnosti Algo Vision LuraTech pro velkou kompresi skenovaných dokumentů. (Pro grafiku byl určen formát LuraWave.)
LuraDocument je souborový formát pro vícestránkové dokumenty, obsahující text a grafiku. Při kompresi je využito rozdělení každé stránky dokumentu do tří vrstev:
1. vrstva, obsahuje textovou informaci, zachycenou v podobě bitonální (bilevel) grafiky (Fax G4 formát)
2. vrstva obsahuje informace, týkající se obarvení textových částí (JPEG 2000/Part 1)
3. vrstva popisuje veškerou ostatní grafiku (JPEG 2000/Part 1)

Uvedené rozdělení textové a obrazové vrstvy zaručuje kompresní poměr 1:150 – 1:500, přičemž i při velmi vysoké kompresi zůstává text stále čitelný a grafika výrazně kvalitnější, než u zavedených kompresních formátů.